# Ваагн-драконоборец
Ваагн-драконоборец (арм. Վահագն Վիշապաքաղ, Ва(h)агн Вишапак’агх) — статуя посвящённая армянскому языческому богу Ваагну.

## Описание
Статуя Ваагна была создана в 1969 году армянским скульптором Карленом Нуриджаняном. Статуя первоначально была установлена на Проспекте Ленина (ныне Маштоца). В 1970-х годах статую перенесли на площадь между кинотеатром «Москва» и «Союзом художников Армении». В 1980-х годах статуя переехала на Эчмиадзинское шоссе. В конце 1990-х годов из-за слабого крепления и под воздействием сильного порыва ветра сама статуя упала с пьедестала и была сильно повреждена. В 2001 году статуя была отремонтирована, а в 2004 году статую перенесли на пересечение Проспекта адмирала Исакова и Себастии. Статуя входит в список памятников истории и культуры города Еревана.
Статуя высотой 3,5 метра, сделана из меди и весит около 400 килограмм. Является одним из трёх ереванских статуй посвящённых богу Ваагну. Другие два памятника находятся в районе Арабкир (скульптор Ваге Арутюнян) и районе Малатия-Себастия (скульптор Сурен Назарян).